# Llenguatge anumèric
Els llenguatges anumèrics són aquells llenguatges on no hi ha expressions per a referir-se als números.
Les cultures amb llenguatges anumèriques que són exemplars:
- Els Pirahã que indiquen solament "escassetat" ("Hói"), "una quantitat més gran" ("Hoí") i "molt" ("baágiso").[2]
- Els Munduruku[1] solament compten els nombres enters de l'1 al 5.[3]